# 隔夜拆借利率
隔夜拆息（英語：Overnight rate）是一个金融名词。所谓拆息是指“拆借利息”。“拆借”是指银行与银行之间的借贷。
例如，银行甲有高端储户需要提款，而银行甲没有足够的準備金（一般来说是全部储蓄的25%左右）提供给储户，于是银行甲有可能向银行乙进行拆借，以凑足提供给储户的资金。